# ورگم گراند، ریو دو ژانیرو
ورگم گراند، ریو دو ژانیرو (به پرتغالی: Vargem Grande, Rio de Janeiro) یک منطقهٔ مسکونی در برزیل است که در ریودو ژانیرو واقع شده‌است.